# Icaricia lupini
Espèce
Icaricia lupini est une espèce nord-américaine de lépidoptères de la famille des Lycaenidae et de la sous-famille des Polyommatinae.

## Systématique
L'espèce Icaricia lupini a été décrite par l'entomologiste français Jean-Baptiste Alphonse Dechauffour de Boisduval en 1869, sous le nom initial de Lycaena lupini.
Elle a souvent été placée dans des genres différents en fonction des sources, notamment dans les genres Plebejus et Aricia. Son placement actuel dans le genre Icaricia a été confirmé par de récentes études de phylogénétique moléculaire. 
Une certaine ambiguïté a longtemps régné dans la distinction entre les populations d’Icaricia lupini et celles de l'espèce voisine Icaricia acmon ; il a récemment été montré que cette dernière ne se rencontre que sur la côte du Pacifique.

### Synonymes
- Lycaena lupini Boisduval, 1869 — protonyme
- Plebejus lupini (Boisduval, 1869)
- Aricia lupini (Boisduval, 1869)

### Sous-espèces
Selon Funet : 
- Icaricia lupini lupini (Boisduval, 1869) — Californie.
- Icaricia lupini chlorina (Skinner, 1902) — Californie.
- Icaricia lupini monticola (Clémence, 1909) — Californie.
- Icaricia lupini lutzi (dos Passos, 1938) — Wyoming, Idaho.
- Icaricia lupini spangelatus (Burdick, 1942) — Washington.
- Icaricia lupini texanus (Goodpasture, 1973) — Arizona.
- Icaricia lupini dedeckera (Emmel, Emmel & Mattoon, 1998) — Californie.
- Icaricia lupini argentata Emmel, Emmel & Mattoon, 1998 — Californie.
- Icaricia lupini alpicola Emmel, Emmel & Mattoon, 1998 — Californie.
- Icaricia lupini goodpasturei Austin, 1998 — Nevada.

## Noms vernaculaires
Icaricia lupini se nomme Lupine Blue en anglais.

## Description

### Imago
L'imago d’Icaricia lupini est un petit papillon (envergure de 22 à 29 mm), au dessus bleu violet bordé de noir et d'une ligne submarginale de points noirs aux postérieures chez le mâle, et brun foncé chez la femelle avec la même ligne submarginale de points noirs aux postérieures, mais entourée d'orange.
Le revers a un fond gris clair, orné de rangées de points noirs cerclés de blanc et d'une ligne submarginale de points noirs cerclés d'orange aux ailes postérieures.
Icaricia lupini est difficile à distinguer d’Icaricia acmon, avec lequel il peut cohabiter.

### Chenilles
Les chenilles sont jaunâtres, ornées de petites taches noires et d'une bande verte sur le dos.

## Biologie
Les chenilles vivent en association avec les fourmis.

### Période de vol et hivernation
Les imagos d’Icaricia lupini volent de juin à août suivant les biotopes, en une génération au Canada.
L'espèce hiverne au stade de chenille.

### Plantes-hôtes
Les plantes-hôtes des chenilles sont des Eriogonum : Eriogonum fasciculatum, Eriogonum ovalifolium et Eriogonum umbellatum.

## Distribution et biotopes
Icaricia lupini est présent dans l'Ouest de l'Amérique du Nord, plus précisément dans le Sud-Ouest du Canada, la moitié ouest des États-Unis et le Nord du Mexique.
L'espèce fréquente principalement les prairies et landes de montagne et le chaparral.

## Protection
Pas de statut de protection particulier.